# Budapest lexikon
Le Budapest lexikon est un ouvrage de type encyclopédique, dont la particularité est de recenser un maximum d'informations portant sur l'histoire des lieux, des activités et des habitants de Budapest. La maison d'édition est Akadémiai Kiadó qui appartient à l'Académie hongroise des sciences. Si l'édition de 1973 est marquée par l'influence de l'idéologie socialiste, celle de 1993, menée par László Berza, est entièrement revue et corrigée. Elle compte deux volumes pour 8 116 articles et 1 260 illustrations.

## L'ouvrage
- (hu) László Berza (dir.), Budapest lexikon [« Encyclopédie de Budapest »], Budapest, Akadémiai, 1993 (1re éd. 1973), 669 p. (ISBN 963-05-6409-2) — vol. I (A–K), 755 p.  (ISBN 963-05-6410-6) ; vol. II (L–Z), 669 p.  (ISBN 963-05-6411-4).